# Integrator automatyki
Integrator automatyki – specjalista lub przedsiębiorstwo prowadzące działalność gospodarczą w zakresie integracji systemów automatyki przemysłowej.
Ze względu na rodzaj wykonywanych prac wyróżnia się trzy podstawowe typy działalności integratorskich:
- Integratorzy świadczący usługi automatyzacji procesów przemysłowych i produkcyjnych – wykonują kompletne systemy automatyki przemysłowej; realizują pełny proces wykonawczy – od projektowania maszyn, linii produkcyjnych, ciągów technologicznych, po budowę tych urządzeń i związanych z nimi podsystemów (zasilanie, aparatura kontrolno-pomiarowa, systemy wizyjne, systemy sterowania, komunikacji, instalacja napędów);
- Integratorzy wykonujący systemy sterowania z zastosowaniem oprogramowania HMI/SCADA, DCS – tworzą i wdrażają komputerowe systemy i aplikacje do kontroli i wizualizacji procesów przemysłowych;
- Integratorzy oferujący usługi dla obu powyższych grup.